# Santos de Veracruz
Santos de Veracruz (Barcelona, 1975) es un artista multidisciplinar español que destaca en su faceta de pintor e ilustrador. Es especialmente conocido por ser el pintor de la banda colomense Muchachito Bombo Infierno.
Proviene de Santa Coloma de Gramanet (provincia de Barcelona). Destaca sobre todo en su faceta de músico-pintor, completamente integrando en la banda de Muchachito (Jairo Perera).
Lo que hace especial a Santos de Veracruz es que pinta un cuadro mural durante cada uno de los conciertos de la banda barcelonesa. Tiene un estilo muy peculiar, tanto su obra como mientras la ejecuta siempre al ritmo de la rumba del Bombo Infierno.
Además, Santos ha colaborado en diferentes medios y estilos. Tuvo un inicio en el cómic, realizó colaboraciones con revistas, etc. En 2002, publicó el álbum Flamenco, con guion de Jorge Zentner para el mercado francés.
Actualmente, además de pintor actúa como ilustrador y grafista, siendo el responsable de la imagen de Muchachito y de otros proyectos en solitario.
En 2007 presentó un libro donde recopilaba gran parte de su obra bajo el título "Almas Bandoleras".
En 2010 colabora con la banda andaluza La Canalla, ilustrando su disco "Flores y malas hierbas", dibujos que se proyectan durante los conciertos del grupo.